# Kanton Avignon-1
Der Kanton Avignon-1 ist ein französischer Wahlkreis im Département Vaucluse in der Region Provence-Alpes-Côte d’Azur. Er umfasst den südwestlichen Teil der Stadt Avignon und ist 2015 im Rahmen einer landesweiten Neuordnung der Kantone entstanden. 